# Ambassade d'Algérie en Belgique
L'ambassade d'Algérie en Belgique est la représentation diplomatique de l'Algérie en Belgique auprès de la Belgique, de l'Union Européenne, de l'OTAN et du Luxembourg qui se trouve à Bruxelles, la capitale du pays.